# Mark Tornillo

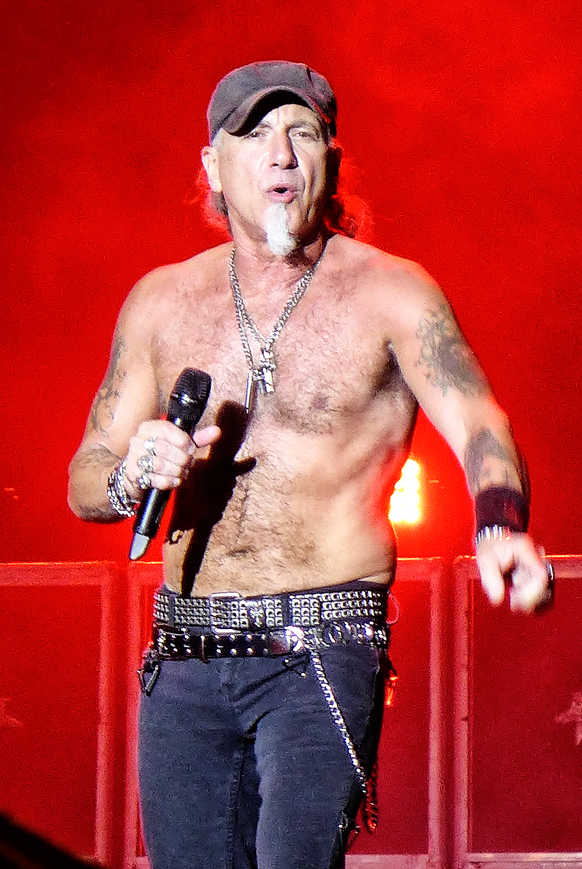
Tornillo bei einem Live-Auftritt (2015)

Mark Tornillo (* 8. Juni 1954 in Brielle in New Jersey) ist ein US-amerikanischer Sänger und Gitarrist. In den 1980er und 1990er Jahren war er Mitglied der Band T.T. Quick. In Deutschland wurde er mit der Heavy-Metal-Band Accept bekannt, deren Sänger und Gründer Udo Dirkschneider er ersetzte. Am 5. Mai 2009 hatte Tornillo in New York seinen ersten Auftritt mit der Band. Accepts erstes Album mit Tornillo am Gesang, Blood of the Nations, erschien am 20. August 2010.

## Diskografie
T.T. Quick
- siehe T.T. Quick#Diskografie

Accept
- Blood of the Nations (2010)
- Stalingrad (2012)
- Blind Rage (2014)
- The Rise of Chaos (2017)
- Too Mean to Die (2021)

Gastauftritte
- Overkill – White Devil Armory (Gesang auf Miss Misery; Nazareth-Coverversion)